# Chad Senior
Chad Senior, ameriški častnik in atlet, * 27. december 1974.
Senior je nastopil na poletnih olimpijskih igrah leta 2000, kjer je bil 6. v individualnemu pentatlonu in na poletnih olimpijskih igrah leta 2004.

## Življenjepis
Že v zgodnjih letih se je ukvarjal s športom in dosegal odlične rezultate v teku, krosu in plavanja. V času gimnazije je veljal za enega najboljših športnikov jugozahodne Floride. 
Leta 1993 je bil sprejet na Univerzo George Washington (Washington, DC), pri čemer je prejel polno plavalno štipendijo. Tudi tam se je izkazal, tako da še vedno drži univerzitetna individualna rekorda (1.000 jardov prosto leta 1993 (9:20.20) in 1.650 jardov prosto leta 1997 (15:36.48)).
Leta 1997 je diplomiral in se pridružil US Army World Class Athlete Program z namenom udeležbe olimpijskih iger; zamenjal pa je tudi šport, tako da se je pričel ukvarjati s modernim pentatlonom.
Pozneje je prestopil v Vojno letalstvo ZDA, kjer s činom majorja deluje kot parareševalec na Floridi.

## Dosežki
Med njegovi pomembnejšimi uspehi so:
- 6. mesto, državno prvenstvo 1998
- 3. mesto, državno prvenstvo 1999
- 1. mesto (ekipna štafeta) in 15. mesto (individualno), CISM svetovno prvenstvo 1999
- 1. mesto, Biathle svetovno prvenstvo 1999
- 1. mesto, Baltiški pokal 1999
- 2. mesto, CISM svetovno prvenstvo 2000
- 1. mesto (ekipna štafeta) in 15. mesto (individualno), Svetovno prvenstvo v modernem pentatlonu 2000[3]

Leta 2000 se je prvič uvrstil na poletne olimpijske igre, pri čemer je bil pred pričetkom uvrščen kot najboljši na svetu. Kljub temu, da je ekipa osvojila dve zlati medalji (v štafeti in ekipnem tekomovanju), je sam dosegel le končno 6. mesto v individualnem tekmovanju. Istega leta je na tekmovanjih svetovnega pokala dosegel prvo, tretje in četrto mesto.
Na naslednjih poletnih olimpijskih igrah je na koncu dosegel 13. mesto.